# Il tesoro dell'Amazzonia (film 2003)
Il tesoro dell'Amazzonia (The Rundown) è un film del 2003 diretto da Peter Berg con protagonisti Dwayne Johnson e Seann William Scott.

## Trama
Allo scopo di estinguere un debito contratto con un malavitoso Beck, che lavora nel settore del recupero crediti e come cacciatore di taglie, accetta da questi l'incarico di rintracciarne il figlio Travis, che si trova in Brasile nella foresta amazzonica come archeologo dilettante poiché sembra si sia cacciato in grossi guai, addirittura commettendo dei crimini. In cambio Beck potrà finalmente lasciar perdere quest’attività e avrà anche abbastanza soldi per aprire un ristorante. Beck riesce a rintracciare il giovane, ma dovrà vedersela con la ritrosia di questi a seguirlo, e ancor di più con Hatcher, un diabolico boss locale che con i suoi scagnozzi sta devastando la foresta con attività minerarie, vessa la popolazione indigena e vorrebbe appropriarsi delle eventuali scoperte di Travis. Beck porta via Travis dopo aver steso gli uomini di Hatcher, ma il ragazzo fa sbandare la jeep nella giungla facendola cadere in acqua. Beck lo riprende e inizia a cercare la pista d’atterraggio per andarsene. Lungo la camminata, Travis cerca in ogni modo di convincerlo a lasciarlo libero, senza successo. Beck inoltre gli spiega che non usa mai le armi perché lo portano a livelli di violenza eccessivi e che nulla gli farà cambiare idea.
I due incontrano poi alcuni ribelli che odiano Hatcher e, dopo un confronto duro tra loro e Beck provocato da Travis, la giovane barista Mariana li ferma: è lei infatti la leader dei ribelli. Gli uomini di Hatcher vengono a prenderli e uccidono molti dei ribelli, ma Mariana, Beck e Travis scappano in tempo su una piccola imbarcazione. Mariana e Hatcher vogliono entrambi Travis poiché questi sa dove si trova il Gatto del Diavolo, un manufatto indigeno dal valore inestimabile. Mariana vuole venderlo al mercato nero per ottenere una fortuna con cui assicurare prosperità alla popolazione locale e liberarsi di Hatcher. Beck e Mariana fanno un patto. Lei lo porterà alla pista e lui in cambio le farà avere il Gatto. Travis li porta nel luogo e, rischiando la vita di tutti, riesce a prenderlo. In seguito Travis ha un duro confronto con Mariana in quanto lei dice che lui vuole venderlo per arricchirsi a differenza di lei che vuole usarlo per una giusta causa. Travis però le risponde che non vuole venderlo e farlo così sparire, ma donarlo ad un museo perché tutti possano ammirarlo e sapere che è stato lui a scoprirlo. Mariana - con l’inganno - fa mangiare ai due dei Konlobos, dei frutti tossici che li paralizzano per qualche ora durante la notte, prende il Gatto e spiega a Beck la strada per andare alla pista, poi dice a Travis che una parte dei soldi della vendita li manderà a lui.
Il giorno dopo, Beck e Travis scoprono dal pilota Declan che Hatcher ha preso Mariana. Travis e Beck si alleano per salvarla e recuperare il Gatto, aiutati anche da Declan che fa invadere la città da una mandria di vacche per seminare il panico. Travis, a un tratto, rimane intrappolato in un bus che ha preso fuoco e Beck, per salvarlo, inizia a usare dei fucili con cui fa scempio di molti uomini di Hatcher e salva Travis prima che esploda il bus. Travis poi libera Mariana e recupera il Gatto, scappando. Hatcher viene poi ucciso da Mariana e dai ribelli. I due si scusano perché senza Travis e il Gatto nessuno dei due può mantenere il patto, ma a sorpresa Travis torna e consegna il Gatto a Mariana, chiedendole che l’esistenza del Gatto non venga messa a tacere con la vendita e che il merito della scoperta gli venga attribuito. Beck però decide lo stesso di riportare Travis dal padre. Mariana ribadisce a Travis che gli manderà una parte dei soldi, dopodiché esulta insieme alla popolazione locale. Compiuto il suo incarico, Beck conclude la sua carriera di recupero crediti e il padre di Travis prende quest’ultimo a schiaffi e inizia a dirgli cosa dovrà fare in futuro. Beck, irritato, fa mangiare con l’inganno i Konlobos al padre di Travis e ai suoi uomini, che presto cadono sul pavimento, libera Travis e se ne va con lui.

## Accoglienza

### Critica
Il tesoro dell'Amazzonia ha ricevuto critiche generalmente positive. Sul sito Rotten Tomatoes il film ottiene il 70% delle recensioni professionali positive con un voto medio di 6,4 su 10 basato su 152 critiche, mentre su Metacritic ottiene un punteggio di 59 su 100 basato su 36 recensioni.

### Incassi
In totale il film ha incassato 80,9 milioni di dollari.